# マルコ・ルッキネリ

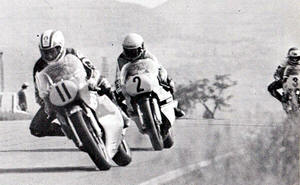
マルコ・ルッキネリ

マルコ・ルッキネリ (Marco Lucchinelli, 1954年6月26日 - ) は、ボラーノ出身のイタリア人グランプリライダーである。1981年シーズンのFIMロードレース世界選手権・500cc世界チャンピオン。
"Lucchinelli"の姓に掛けて、「ラッキー(Lucky)」との愛称を持つ。本人も気に入っており、レーシングスーツやヘルメットにLuckyロゴが入れられていた。

## 略歴
1975年にラベルダで耐久レースに参加してロードレースのキャリアを開始した。ライディングがヤマハのファクトリーチームの目に留まり、イタリア国内選手権にスポンサー付きで参戦することができるようになった。また1975年のネイションズグランプリ（イタリア）の350ccクラスにも参戦することができた。
1976年、500ccクラスにスズキから参戦し、選手権ランキング4位を獲得した。この年、2位を2回と3位、4位を各1回獲得した。その激しいライディングから「クレイジーホース（暴れ馬）」のあだ名を付けられ多くのファンを楽しませたが、何度も転倒した。1977年はヤマハに乗って500ccのランキング11位に後退した。
1978年にスズキに復帰し、1980年のニュルブルクリンクで開催された西ドイツグランプリで初勝利を挙げた。このシーズンケニー・ロバーツとランディ・マモラに次ぐ年間ランキング3位を獲得した。
1981年はキャリアベストのシーズンとなった。ロベルト・ガリーナチームのスズキ・RG-Γに乗り5勝を挙げ、ヘロン・スズキチームのランディ・マモラ、3年連続チャンピオンだったケニー・ロバーツを下して最終戦で500ccの世界チャンピオンを獲得した。
1982年にフルシーズン参戦を開始したホンダ・ワークスに移籍し、新たに設計された3気筒エンジン搭載のNS500で、フレディ・スペンサー、片山敬済をチームメイトに参戦した。スペンサーと片山が優勝を挙げる中、ホンダワークスではルッキネリのみが未勝利と精彩を欠くシーズンを送ったが、皮肉にも前年ルッキネリがタイトルを獲得したガリーナ・スズキでフランコ・ウンチーニがチャンピオンを獲得した。
1983年もホンダ・ワークス（Team HRC）に残留するが、チームメイトのスペンサーがチャンピオンを獲得し、片山も最高位2位のシーズンランキング5位と結果を残した一方で、ルッキネリはランキング8位と二年続けて不本意なシーズンを過ごし、この年をもってホンダのシートを失う。
以後は500ccマシンでのグランプリ参戦を希望していたイタリアのカジバと契約し、マシンを開発。スポット参戦で1984年と1985年のシーズンを過ごし、グランプリから引退した。
1986年にカジバのマシンでAMAのデイトナ200マイルレースに参戦した後、四輪フォーミュラレースにも挑戦し、ローラ・コスワースで国際F3000選手権のイタリアラウンドに出場した。
1987年にオートバイレースに復帰。デイトナのバトル・オブ・ザ・ツインにドゥカティ・851で勝利を収め、1988年には新たに始まったスーパーバイク世界選手権にドゥカティで参戦し、2勝を挙げた。このシーズン終了後ドゥカティのチームマネージャーに転身した。
彼の特徴として、レーシングスーツの下にワイシャツを着込み、首にバンダナを巻くファッションはイタリアの伊達男という雰囲気であり、優勝したレースの表彰台で上半身ワイシャツ姿でタバコをふかす姿がトレードマークであった。このほかイタリアで歌手として1982年にレコードデビューしており、1985年まで4曲のシングルを発売した。
引退後、ユーロスポーツのレース中継テレビ解説者を務めた。